# British Sea Power
I Sea Power sono un gruppo indie rock di Brighton, in Inghilterra, sebbene tre dei quattro membri della formazione siano originari del Nord-Inghilterra. Il loro stile spazia dal travolgente, spesso epico, suono di chitarra viscerale e abrasivo, con una forte vena melodica. I critici li hanno paragonati a una varietà di gruppi, come The Cure, Pixies, The Cult e Radiohead. Curiosamente, sono stati più spesso paragonati ai Joy Division. Tuttavia, il loro stile è decisamente originale.

## Storia
I membri dei British Sea Power, Yan, Hamilton e Wood frequentano la stessa scuola a Kendal, nella Cumbria. Essi hanno suonato per diverse band mentre erano a scuola insieme, ma dopo la fine degli esami, Yan continuò i suoi studi alla Reading University, dove incontrò il chitarrista Noble. Pochi anni più tardi Hamilton e Wood lo raggiunsero, si unirono ai due e formarono una band.
Hanno suonato ad alcuni concerti e prodotto una demo di quattro tracce a Reading sotto il nome British Air Powers, prima di trasferirsi a Brighton alla ricerca di una scena musicale più vivace. "British Sea Power" è in realtà il nome di una delle tracce di una loro demo, e tale traccia è stata rinominata in "Carrion". A Brighton, i BSP hanno accumulato un forte successo locale, dovuto principalmente al loro night club chiamato "Club Sea Power". Nel loro night club si tenevano concerti di diverse band, e di altre forme di intrattenimento come una sfilata di moda degli anni trenta, e più frequentemente sono stati ospitati presso il locale "Freebutt and the Lift" (quest'ultimo ha ora chiuso).
Il loro singolo di esordio, "Fear of Drowning", è stato pubblicato in un numero limitato di copie dalla loro etichetta, la Golden Chariot. Geoff Travis della Rough Trade Records ha seguito la band dal vivo e nel settembre 2001, i BSP hanno firmato un contratto con la sua etichetta. Un certo numero di singoli sono stati pubblicati per tale etichetta, e Eamon (Eamon Hamilton), è stato reclutato per suonare le tastiere dal vivo nell'autunno del 2002.
The Decline of British Sea Power, l'album di esordio della band, è stato pubblicato nel giugno 2003. Un singolo dall'album, "Carrion", è arrivato primo alla classifica dei 40 singoli più ascoltati nel Regno Unito. L'album raggiunge solamente le posizioni più basse delle chart del Regno Unito, ma ha avuto successo più tardi, e raggiunge le 60 000 copie vendute, e suonando dal vivo in più di 1 000 location.
Open Season è stato pubblicato nel mese di aprile del 2005, e ha anche goduto di ottime critiche. Esso raggiunse la tredicesima posizione nella chart degli album più venduti in Regno Unito. Il brano "It Ended on an Oily Stage" raggiunse invece il diciottesimo posto alla chart dei singoli più ascolati, una settimana prima dell'uscita del disco.
I British Sea Power hanno una buona reputazione nel saper organizzare gli spettacoli dal vivo e nel 2004 hanno vinto il London Time Out Live Band of the Year award. Il palcoscenico è spesso decorato con foglie di plastica e di uccelli e definisce generalmente con un finale semi-improvvisato da una canzone chiamata "Rock in A", che talvolta si protrae per più di 20 minuti. Vari ascoltatori tra il pubblico spesso salgono sul palcoscenico, mentre Eamon passeggia intorno al pubblico marciando e suonando un tamburo. Questa è diventata una delle firme della band. I loro tour vengono spesso tenuti in luoghi insoliti, come il Club di Scillonian alle Isole Scilly, Grasmere Village Hall, il San Giovanni Boste Social Club a Kendal, nella Cumbria e il Carnglaze Caverns in Cornovaglia.
La band introduce spesso dei riferimenti, spesso colti, a personaggi e luoghi famosi nelle proprie canzoni.
I BSP sono ferocemente fedeli e mostrano devota passione per l'hardcore punk, sebbene non sia il loro genere.
All'inizio del 2006, è stato annunciato che Eamon aveva lasciato i British Sea Power per dedicarsi alla sua band, i Brakes. Il gruppo ha trascorso parte della fine del 2006 lavorando su un nuovo album a Montréal, e stanno preparando un DVD.
Nel 2007, L'American Laundromat Records ha annunciato che i British Sea Power pubblicavano una canzone dei Pixies' "Caribou" per una raccolta chiamata "Dig For Fire - A Tribute To Pixies".
Nel mese di ottobre 2007, la band all'American/Krankenhaus? Tour ha suonato dal vivo i brani del loro EP (con lo stesso nome) in tutta la costa orientale degli Stati Uniti. Nel mese di novembre, hanno girato una serie di luoghi strani nel Regno Unito, tra cui una località di mare e caffè Saltdean, East Sussex; una barca sul fiume Mersey, vicino a Liverpool, la Tan Hill Inn, il Regno Unito la locanda più alta; La Chiesa di Tutti i Santi a Newcastle Upon Tyne, e White Mischief, un festival di band al chiuso.
Their Krankenhaus? EP è stato pubblicato da acquistare on-line e scaricare in download digitale nel mese di ottobre 2007 ed è stato pubblicato su CD e su vinile il 20 novembre. Il loro terzo album, Do You Like Rock Music? è uscito il 14 gennaio e il 12 febbraio 2008, rispettivamente nel Regno Unito e negli Stati Uniti.
Nel 2020 hanno composto la colonna sonora del videogioco Disco Elysium.

## Citazioni di persone, luoghi e avvenimenti famosi
La band è nota nel citare riferimenti (a volte un po' impliciti) nei loro testi.
- Charles Lindbergh e Stukas, in "The Spirit of St. Louis".
- L'assassinio di Reinhard Heydrich in "A Lovely Day Tomorrow"
- Larsen B ice shelf in "Oh Larsen B"
- Scapa Flow e Rotherhithe in "Carrion"
- La Chiesa di Lullington in "The Smallest Church in Sussex"
- Fëdor Dostoevskij in "Apologies to Insect Life"
- Maresciallo Montgomery in "Favours in the Beetroot Fields"
- Kattegat (una baia delimitata da Svezia e Danimarca), il romanzo The Go-Between, Ercole e George Formby in "Lately"
- Il cavallo di Troia in "A Wooden Horse"
- The Shining e William Shakespeare in "Something Wicked"
- Geoff Goddard (scrittore di John Leyton Johnny Remember Me) e Liberace in "The Lonely".
- Albert Einstein in "Albert's Eyes"
- Hilaire Belloc in "Blackout"
- Il Calendario rivoluzionario francese in "Be Gone"
- Il ponte di San Luis Rey sulla copertina di "The Decline Of British Sea Power"
- Bohumil Hrabal sulla copertina di "Open Season"
- Niels Bohr in "Atom".
- Le Canvey Island in "Canvey Island"
- Il fiume Vistola in "Waving Flags"
- Il biblico monte Megiddo (luogo dove accadrà l'Armageddon) in "No Lucifer"

## Formazione

### Formazione attuale
- Yan - voce, chitarra
- Noble - chitarra
- Hamilton - basso, voce, chitarra
- Wood - batteria

### Ex componenti
- Eamon - tastiere, tamburo

## Discografia

### Album
- 2003 - The Decline of British Sea Power
- 2005 - Open Season
- 2008 -  Do You Like Rock Music?
- 2009 - Man Of Aran
- 2011 - Valhalla Dancehall
- 2013 - Machineries of Joy
- 2015 - Sea of Brass
- 2017 - Let the Dancers Inherit the Party
- 2022 - Everything Was Forever

### EP
- 2003 - Remember Me (Giappone)
- 2004 - The Spirit of St. Louis (Giappone)

### Singoli
- 2001 - Fear of Drowning
- 2001 - Remember Me
- 2002 - The Lonely
- 2002 - Childhood Memories
- 2003 - Carrion/Apologies to Insect Life
- 2003 - Remember Me
- 2004 - A Lovely Day Tomorrow (con The Ecstasy of Saint Theresa)
- 2005 - It Ended on an Oily Stage
- 2005 - Please Stand Up
- 2005 - Remember Me/I Am a Cider Drinker (con The Wurzels)